# 苏必利尔国家森林
苏必利尔国家森林（英語：Superior National Forest）是一座美国国家森林，位于明尼苏达州美加边界和苏必利尔湖北岸。森林于1909年2月13日设立，占地面积3,900,000英畝（16,000平方）。